# Lycopodiella bradei
Lycopodiella bradei är en lummerväxtart som först beskrevs av Wilhelm Guillermo Gustav o Franz Francis Herter, och fick sitt nu gällande namn av B. Øllg. Lycopodiella bradei ingår i släktet strandlumrar, och familjen lummerväxter. Inga underarter finns listade i Catalogue of Life.